# واگاکوکودانشو
واگاکوکودانشو (به ژاپنی: 和学講談所 Wagakukōdansho) یک مؤسسه آموزشی و پژوهشی بزرگ در ادو بود. این مرکز بر آثار کلاسیک ژاپنی و تاریخ ژاپن تمرکز داشت و در نوع خود بی نظیر و تحت حمایت مستقیم شوگون‌سالاری توکوگاوا بود.